# West Bromwich West (circonscription britannique)
Pour les articles homonymes, voir Bromwich.
 (septembre 2018).
Si vous disposez d'ouvrages ou d'articles de référence ou si vous connaissez des sites web de qualité traitant du thème abordé ici, merci de compléter l'article en donnant les références utiles à sa vérifiabilité et en les liant à la section « Notes et références ».
Circonscription parlementaire de la Chambre des communes
La circonscription de West Bromwich West est une circonscription située dans le West Midlands et représentée à la Chambre des communes du Parlement britannique.

## Géographie
La circonscription comprend :
- la partie ouest de la ville de West Bromwich ;
- la ville de Tipton
  - les quartiers de Toll End et Tipton Green ;
- la partie ouest de la ville de Wednesbury ;
- la ville d'Oldbury
  - le quartier de Tividale.

## Members of Parliament
| Election | Election | Member          | Parti        | Portrait |
| -------- | -------- | --------------- | ------------ | -------- |
|          | Fev 1974 | Betty Boothroyd | Travailliste |          |
|          | 1992     | Betty Boothroyd | Speaker      |          |
|          | 2000     | Adrian Bailey   | Labour Co-op |          |
|          | 2019     | Shaun Bailey    | Conservateur |          |

## Élections

### Élections dans les années 2010
| Parti         | Parti                | Candidat             | Voix   | %    | ±    |
| ------------- | -------------------- | -------------------- | ------ | ---- | ---- |
|               | Travailliste Co-op   | Adrian Bailey        | 18,789 | 52,1 | 4.7  |
|               | Conservateur         | Andrew Hardie        | 14,329 | 39,7 | 15.8 |
|               | UKIP                 | Star Anderton        | 2,320  | 6,4  | 18.8 |
|               | Libéral Démocrate    | Flo Clucas           | 333    | 0,9  | 0.6  |
|               | Green                | Robert Buckman       | 323    | 0,9  | 1.1  |
| Majorité      | Majorité             | Majorité             | 4,460  | 12,4 | 9.7  |
| Participation | Participation        | Participation        | 36,094 | 54,7 |      |
|               | Travailliste retenir | Travailliste retenir | Swing  | 5.6  |      |

| Parti         | Parti                | Candidat             | Voix   | %    | ±    |
| ------------- | -------------------- | -------------------- | ------ | ---- | ---- |
|               | Travailliste Co-op   | Adrian Bailey        | 16,578 | 47,3 | 2.4  |
|               | UKIP                 | Graham Eardley       | 8,836  | 25,2 | 20.9 |
|               | Conservateur         | Paul Ratner          | 8,365  | 23,9 | 5.5  |
|               | Green                | Mark Redding         | 697    | 2,0  | 2.0  |
|               | Libéral Démocrate    | Karen Trench         | 550    | 1,6  | 10.4 |
| Majorité      | Majorité             | Majorité             | 7,742  | 22,1 |      |
| Participation | Participation        | Participation        | 35,026 |      | -    |
|               | Travailliste retenir | Travailliste retenir | Swing  | 9.3  |      |

| Parti         | Parti                | Candidat             | Voix   | %    | ±   |
| ------------- | -------------------- | -------------------- | ------ | ---- | --- |
|               | Travailliste Co-op   | Adrian Bailey        | 16,263 | 45,0 | 8.7 |
|               | Conservateur         | Andrew Hardie        | 10,612 | 29,3 | 6.6 |
|               | Libéral Démocrate    | Sadie Smith          | 4,336  | 12,0 | 1.8 |
|               | BNP                  | Russ Green           | 3,394  | 9,4  | 0.5 |
|               | UKIP                 | Malcolm Ford         | 1,566  | 4,3  | 1.8 |
| Majorité      | Majorité             | Majorité             | 5,651  | 15,6 |     |
| Participation | Participation        | Participation        | 36,171 | 55,6 | 4.0 |
|               | Travailliste retenir | Travailliste retenir | Swing  | 7.6  |     |

### Élections dans les années 2000
| Parti         | Parti                | Candidat             | Voix   | %    | ±   |
| ------------- | -------------------- | -------------------- | ------ | ---- | --- |
|               | Travailliste Co-op   | Adrian Bailey        | 18,951 | 54,3 | 6.5 |
|               | Conservateur         | Mimi Harker          | 8,057  | 23,1 | 2.0 |
|               | Libéral Démocrate    | Martyn Smith         | 3,583  | 10,3 | 3.5 |
|               | BNP                  | James Lloyd          | 3,456  | 9,9  | 5.4 |
|               | UKIP                 | Kevin Walker         | 870    | 2,5  | 0.9 |
| Majorité      | Majorité             | Majorité             | 10,894 | 31,2 |     |
| Participation | Participation        | Participation        | 34,917 | 52,3 | 4.6 |
|               | Travailliste retenir | Travailliste retenir | Swing  | 2.3  |     |

| Parti         | Parti                              | Candidat                           | Voix   | %    | ±             |
| ------------- | ---------------------------------- | ---------------------------------- | ------ | ---- | ------------- |
|               | Travailliste Co-op                 | Adrian Bailey                      | 19,352 | 60,8 | en stagnation |
|               | Conservateur                       | Karen Bissell                      | 7,997  | 25,1 | en stagnation |
|               | Libéral Démocrate                  | Sadie Smith                        | 2,168  | 6,8  | en stagnation |
|               | BNP                                | John Salvage                       | 1,428  | 4,5  | en stagnation |
|               | UKIP                               | Kevin Walker                       | 499    | 1,6  | en stagnation |
|               | Socialiste Travailliste            | Baghwant Singh                     | 396    | 1,2  | en stagnation |
| Majorité      | Majorité                           | Majorité                           | 11,355 | 35,7 |               |
| Participation | Participation                      | Participation                      | 31,840 | 47,7 | 6.7           |
|               | Travailliste vainqueur sur Speaker | Travailliste vainqueur sur Speaker | Swing  |      |               |

| Parti         | Parti                              | Candidat                           | Voix  | %    | ±             |
| ------------- | ---------------------------------- | ---------------------------------- | ----- | ---- | ------------- |
|               | Travailliste Co-op                 | Adrian Bailey                      | 9,460 | 50,6 | en stagnation |
|               | Conservateur                       | Karen Bissell                      | 6,408 | 34,3 | en stagnation |
|               | Libéral Démocrate                  | Sadie Smith                        | 1,791 | 9,6  | en stagnation |
|               | BNP                                | Nick Griffin                       | 794   | 4,2  | en stagnation |
|               | UKIP                               | Jonathan Oakton                    | 246   | 1,3  | en stagnation |
| Majorité      | Majorité                           | Majorité                           | 3,052 | 16,3 |               |
| Participation | Participation                      | Participation                      |       | 27,3 |               |
|               | Travailliste vainqueur sur Speaker | Travailliste vainqueur sur Speaker | Swing |      |               |

### Élections dans les années 1990
| Parti         | Parti                              | Candidat                           | Voix   | %    | ±             |
| ------------- | ---------------------------------- | ---------------------------------- | ------ | ---- | ------------- |
|               | Speaker                            | Betty Boothroyd1                   | 23,969 | 65,3 | en stagnation |
|               | Travailliste indépendant           | Richard Silvester                  | 8,546  | 23,3 | en stagnation |
|               | National Démocrates                | Steven Edwards                     | 4,181  | 11,4 | en stagnation |
| Majorité      | Majorité                           | Majorité                           | 15,423 | 40,0 |               |
| Participation | Participation                      | Participation                      | 36,696 | 54,4 |               |
|               | Speaker vainqueur sur Travailliste | Speaker vainqueur sur Travailliste | Swing  |      |               |

1Boothroyd stood as "The Speaker seeking re-election."
| Parti         | Parti                | Candidat             | Voix   | %    | ±   |
| ------------- | -------------------- | -------------------- | ------ | ---- | --- |
|               | Travailliste         | Betty Boothroyd      | 22,251 | 54,8 | 4.3 |
|               | Conservateur         | Desmond Swayne       | 14,421 | 35,5 | 1.6 |
|               | Libéral Démocrate    | Sarah Broadbent      | 3,925  | 9,7  | 2.7 |
| Majorité      | Majorité             | Majorité             | 7,830  | 19,3 | 6.0 |
| Participation | Participation        | Participation        | 40,597 | 70,4 | 3.4 |
|               | Travailliste retenir | Travailliste retenir | Swing  | 3.0  |     |

### Élections dans les années 1980
| Parti         | Parti                | Candidat              | Voix   | %    | ± |
| ------------- | -------------------- | --------------------- | ------ | ---- | - |
|               | Travailliste         | Betty Boothroyd       | 19,925 | 50,5 | ' |
|               | Conservateur         | Francis Betteridge    | 14,672 | 37,2 |   |
|               | Social Démocratique  | Anthony Collingbourne | 4,877  | 12,4 |   |
| Majorité      | Majorité             | Majorité              | 5,253  | 13,3 |   |
| Participation | Participation        | Participation         |        | 67,0 |   |
|               | Travailliste retenir | Travailliste retenir  | Swing  |      |   |

| Parti         | Parti                | Candidat             | Voix   | %    | ± |
| ------------- | -------------------- | -------------------- | ------ | ---- | - |
|               | Travailliste         | Betty Boothroyd      | 18,896 | 50,7 | ' |
|               | Conservateur         | D Harman             | 12,257 | 32,9 |   |
|               | Social Démocratique  | A Collingbourne      | 6,094  | 16,4 |   |
| Majorité      | Majorité             | Majorité             | 6,639  | 17,8 |   |
| Participation | Participation        | Participation        |        | 63,8 |   |
|               | Travailliste retenir | Travailliste retenir | Swing  |      |   |

### Élections dans les années 1970
| Parti         | Parti                | Candidat             | Voix   | %    | ± |
| ------------- | -------------------- | -------------------- | ------ | ---- | - |
|               | Travailliste         | Betty Boothroyd      | 23,791 | 60,3 | ' |
|               | Conservateur         | D Harrison           | 14,323 | 36,3 |   |
|               | National Front       | R Churms             | 1,351  | 3,4  |   |
| Majorité      | Majorité             | Majorité             | 9,468  | 24,0 |   |
| Participation | Participation        | Participation        |        | 67,1 |   |
|               | Travailliste retenir | Travailliste retenir | Swing  |      |   |

| Parti         | Parti                | Candidat             | Voix   | %    | ± |
| ------------- | -------------------- | -------------------- | ------ | ---- | - |
|               | Travailliste         | Betty Boothroyd      | 23,336 | 62,2 | ' |
|               | Conservateur         | N Bridges-Adams      | 8,537  | 22,8 |   |
|               | Liberal              | DJ Corney            | 3,619  | 9,7  |   |
|               | National Front       | R Churms             | 2,022  | 5,4  |   |
| Majorité      | Majorité             | Majorité             | 14,799 | 39,5 |   |
| Participation | Participation        | Participation        |        | 62,8 |   |
|               | Travailliste retenir | Travailliste retenir | Swing  |      |   |

| Parti         | Parti                                  | Candidat        | Voix   | %    | ± |
| ------------- | -------------------------------------- | --------------- | ------ | ---- | - |
|               | Travailliste                           | Betty Boothroyd | 25,112 | 62,9 | ' |
|               | Conservateur                           | PM Smith        | 11,681 | 29,3 |   |
|               | National Front                         | G Bowen         | 3,107  | 7,8  |   |
| Majorité      | Majorité                               | Majorité        | 13,431 | 33,7 |   |
| Participation | Participation                          | Participation   |        | 67,5 |   |
|               | Travailliste vainqueur (nouveau siège) |                 |        |      |   |